# San Guillermo la Reforma
Privadas de San Javier es una localidad de México localizada en el municipio de Mineral de la Reforma en el estado de Hidalgo. La localidad se encuentra conurbada a la ciudad de Pachuca de Soto.

## Historia
El 13 de abril de 1920, siendo gobernador Nicolás Flores, por medio del decreto se erige Mineral de la Reforma como municipio; designando cabecera municipal a San Guillermo. El 15 de noviembre de 1958, el gobernador Alfonso Corona del Rosal, emite un decreto por el cual se cambian los poderes municipales de San Guillermo a Pachuquilla.
Para 1990, el INEGI reconocía la localidad bajo el nombre de Abundio Martínez (Pachuca), una conurbación de varias colonias y fraccionamientos de Mineral de la Reforma. Para 2010, se desconurba de la localidad, reconociendoce oficialmente como localidad propia para el 2010.

## Geografía
Se encuentra en la región geográfica de la Comarca Minera. Le corresponden las coordenadas geográficas 20° 07’ 13.789” de latitud norte y 98° 41’ 58.215” de longitud oeste, con una altitud de 2564 m s. n. m. Cuenta con un clima semiseco templado.
En cuanto a fisiografía se encuentra en la provincia del Eje Neovolcanico, dentro de la subprovincia de Lagos y volcanes de Anáhuac; su terreno es de lomerío. En lo que respecta a la hidrografía se encuentra posicionado en la región del Pánuco, dentro de la cuenca del río Moctezuma, y en la subcuenca del río Tezontepec.

## Demografía
En 2020 registró una población de 995 personas, lo que corresponde al 0.49 % de la población municipal. De los cuales 458 son hombres y 537 son mujeres. La localidad pertenece a la zona Metropolitana de Pachuca.
| Gráfica de evolución demográfica de San Guillermo la Reforma entre 1900 y 2020               |
|                                                                                              |
| Población de los censos y conteos del Instituto Nacional de Estadística y Geografía (INEGI). |